# (34612) 2000 UN13
2000 UN13 (asteroide 34612) é um asteroide da cintura principal. Possui uma excentricidade de 0.13774920 e uma inclinação de 4.79899º.
Este asteroide foi descoberto no dia 23 de outubro de 2000 por Korado Korlević em Visnjan.